# 上田隆之
上田 隆之（うえだ たかゆき、1956年8月30日 - ）は、日本の経産官僚。大臣官房長や製造産業局長、通商政策局長、資源エネルギー庁長官、経済産業審議官を経て、国際石油開発帝石(現INPEX)代表取締役社長。

## 人物・経歴
静岡県出身。静岡県立静岡高等学校を経て、1980年 東京大学法学部第1類（私法コース）卒業、通商産業省入省（特許庁総務課）。1987年ワシントン大学法学修士課程修了。
1989年資源エネルギー庁石油部精製課、1991年中小企業庁計画部計画課、1992年大臣官房総務課、1993年中小企業庁総務課、1994年 通商産業省通商政策局アジア太平洋地域協力企画官。1996年JETROパリ貿易保険事務所長、1999年中小企業庁中小企業制度改正審議室長、2000年資源エネルギー庁公益事業部ガス事業課長、2002年 内閣官房内閣参事官。2004年 経済産業省経済産業政策局地域経済産業政策課長。2005年 経済産業省大臣官房参事官。2008年 経済産業省大臣官房審議官。2010年 経済産業省大臣官房長兼経済産業研修所長。2011年 経済産業省製造産業局長。2012年 経済産業省通商政策局長。2013年 資源エネルギー庁長官。2015年 経済産業審議官。2017年 国際石油開発帝石特別参与。同年 国際石油開発帝石副社長執行役員。2018年から国際石油開発帝石代表取締役社長、アルファ石油代表取締役会長、サウル石油代表取締役会長、石油鉱業連盟理事を務め、準国際石油資本を目指して経営を進めたが、原油価格の低迷により純利益の見通しの9割超引き下げなどを余儀なくされた。

## 同期
- 立岡恒良（経済産業事務次官／三菱商事取締役）
- 石黒憲彦（経済産業審議官／NEC副会長）
- 佐藤樹一郎（経済産業研究所副所長、中小企業庁次長、日本貿易振興機構ニューヨーク事務所長／大分県知事）
- 永塚誠一（商務情報政策局長、近畿経済産業局長、日本自動車工業会副会長・専務理事、三菱ふそうトラック・バス 代表取締役会長）
- 浜田昌良（生物化学産業課長／参議院議員、復興副大臣）
- 眞鍋隆（経済産業研究所長／産業技術総合研究所理事、カケンテストセンター理事長）
- 赤津光一郎（東北経済産業局長／貿易研修センター専務理事、日本機械輸出組合専務理事）
- 杉田定大（中国経済産業局長、大臣官房審議官（貿易経済協力局担当）／日中経済協会専務理事、日興証券顧問）
- 長尾尚人（中部経済産業局長／日本政策投資銀行常務執行役員、電子情報技術産業協会代表理事・専務理事）
- 後藤芳一（大臣官房審議官（製造産業局担当）／大阪大学大学院教授、東京大学大学院教授、機械振興協会副会長・技術研究所長）
- 今清水浩介（欧州中東アフリカ課長、日本貿易振興機構ジャカルタセンター長／情報処理推進機構理事、日本航空宇宙工業会専務理事、幕張メッセ代表取締役社長）
- 津上俊哉（公正貿易推進室長、在中国日本大使館参事官、北東アジア課長／日本国際問題研究所 客員研究員）
- 清川寛（立地環境整備課長、経済産業研究所上席研究員／国際超電導産業技術研究センター専務理事）
- 古賀茂明（古賀茂明政策ラボ代表）
- 西山英彦（矢崎ブラジル有限会社副社長、経済産業省通商政策局審議官、環境省福島除染推進チーム次長）